# Яматэ

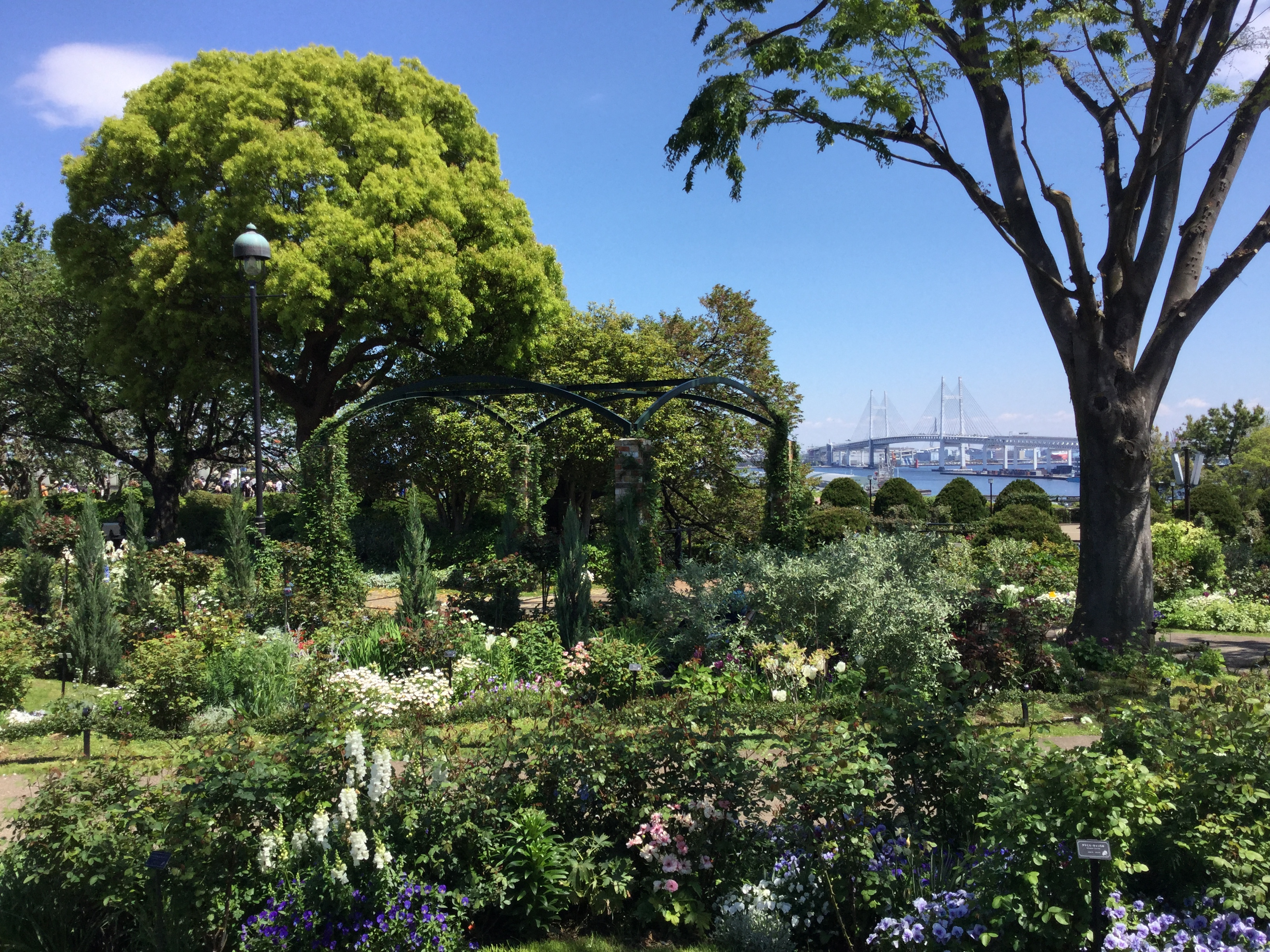
Вид из парка «Вид на гавань»

Яматэ (яп. 山手) — исторический район в Иокогаме. Входит в состав административного района Нака. В период вестернизации в конце XIX-начале XX (периоды бакумацу, мэйдзи и тайсё) в Яматэ находилось иностранное поселение, где жили европейцы и американцы. Сейчас Яматэ — популярный туристический район, известный благодаря сохранившемуся западному архитектурному наследию и паркам.

## История

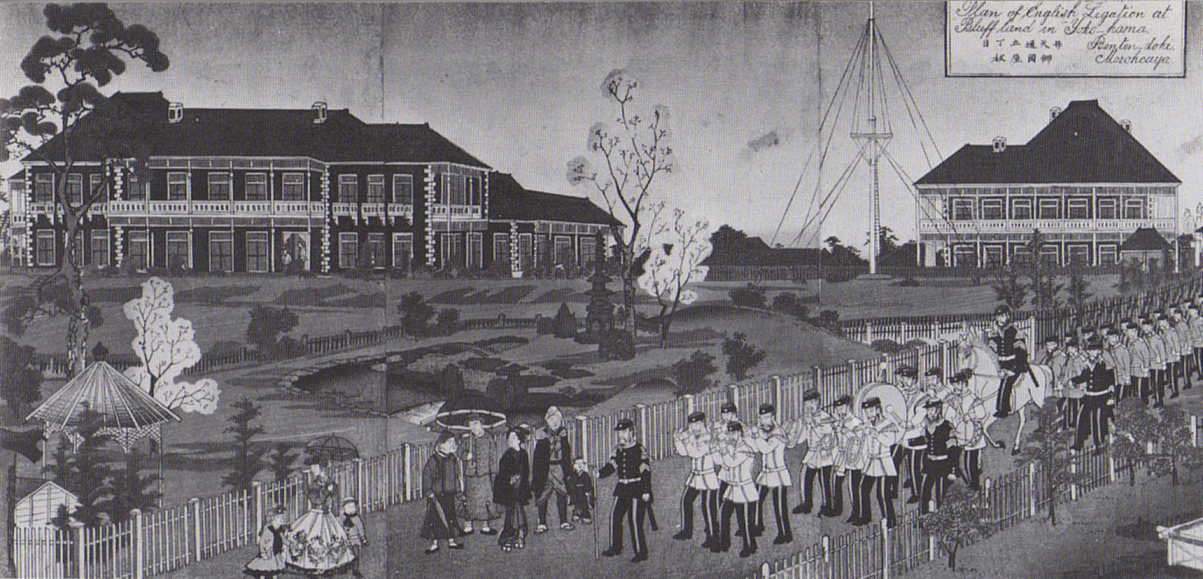
Британское консульство в Ямате, 1865 год

В 1858 году между США и Японией был заключен «Договор о дружбе и торговле» (англ. Treaty of Amity and Commerce, яп. 日米修好通商条約), также известный, как «договор Харриса» (Harris Treaty, один из неравных ансайских договоров). В соответствии с этим договором для международной торговли в Японии создавались «открытые порты», а иностранцы получили право на создание в Японии своих поселений на условиях экстерриториальности. Благодаря этому договору Иокогама стала международным портом, и вскоре здесь появилось международное поселение. В 1864 году между правительством Японии и США был подписан «Меморандум об иностранном поселении в Иокогаме» (англ. Memorandum for the Foreign Settlement at Yokohama). Позднее к нему присоединились Великобритания, Франция и Нидерланды. Первоначально международное поселение находилось в районе Каннай, но затем оно было перенесено на холм Яматэ, который ещё носит разговорное английское название Bluff, то есть "Утес".

## Достопримечательности

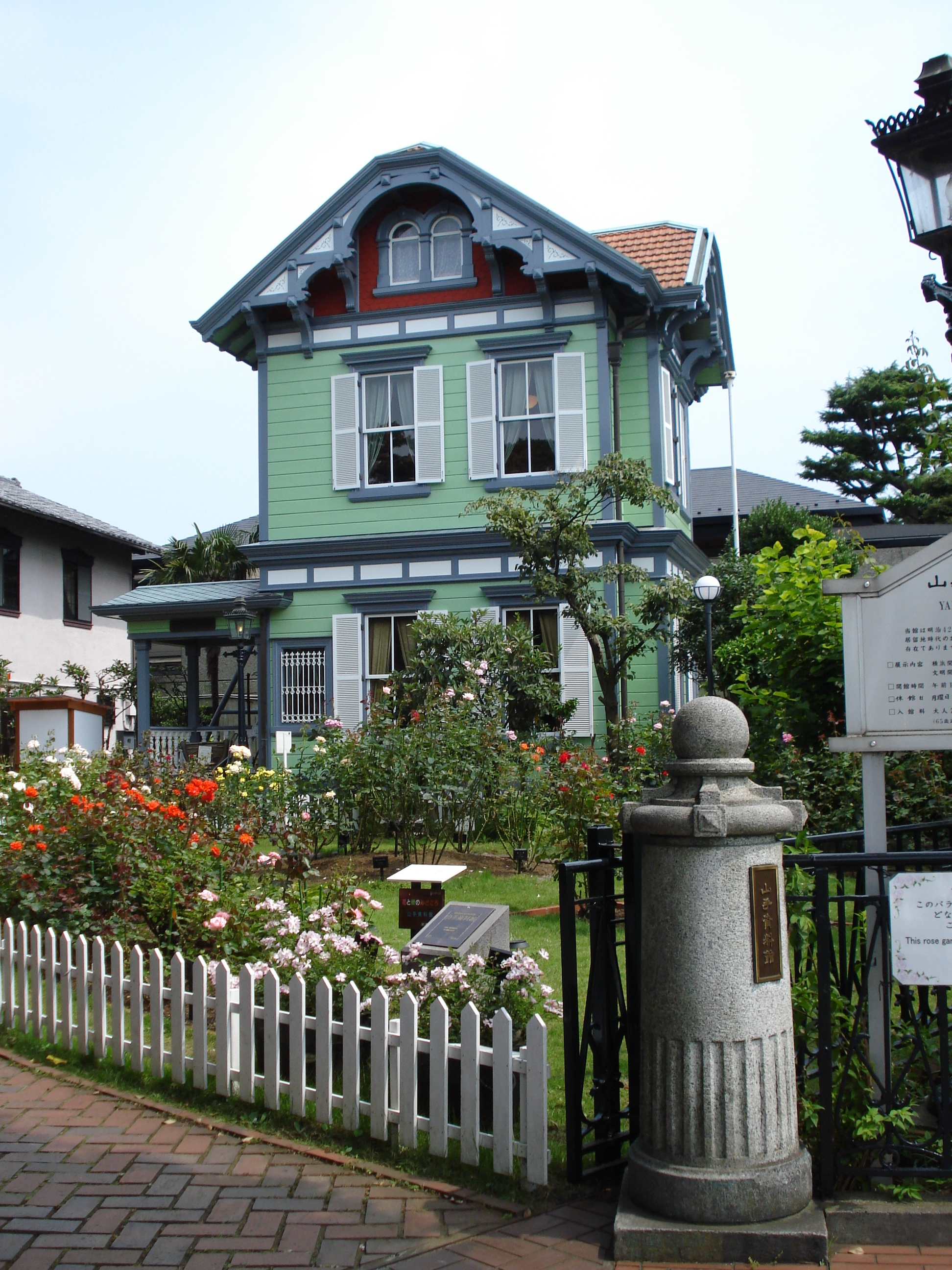
Музей Яматэ, самое старое сохранившееся здание Яматэ (1909 год)

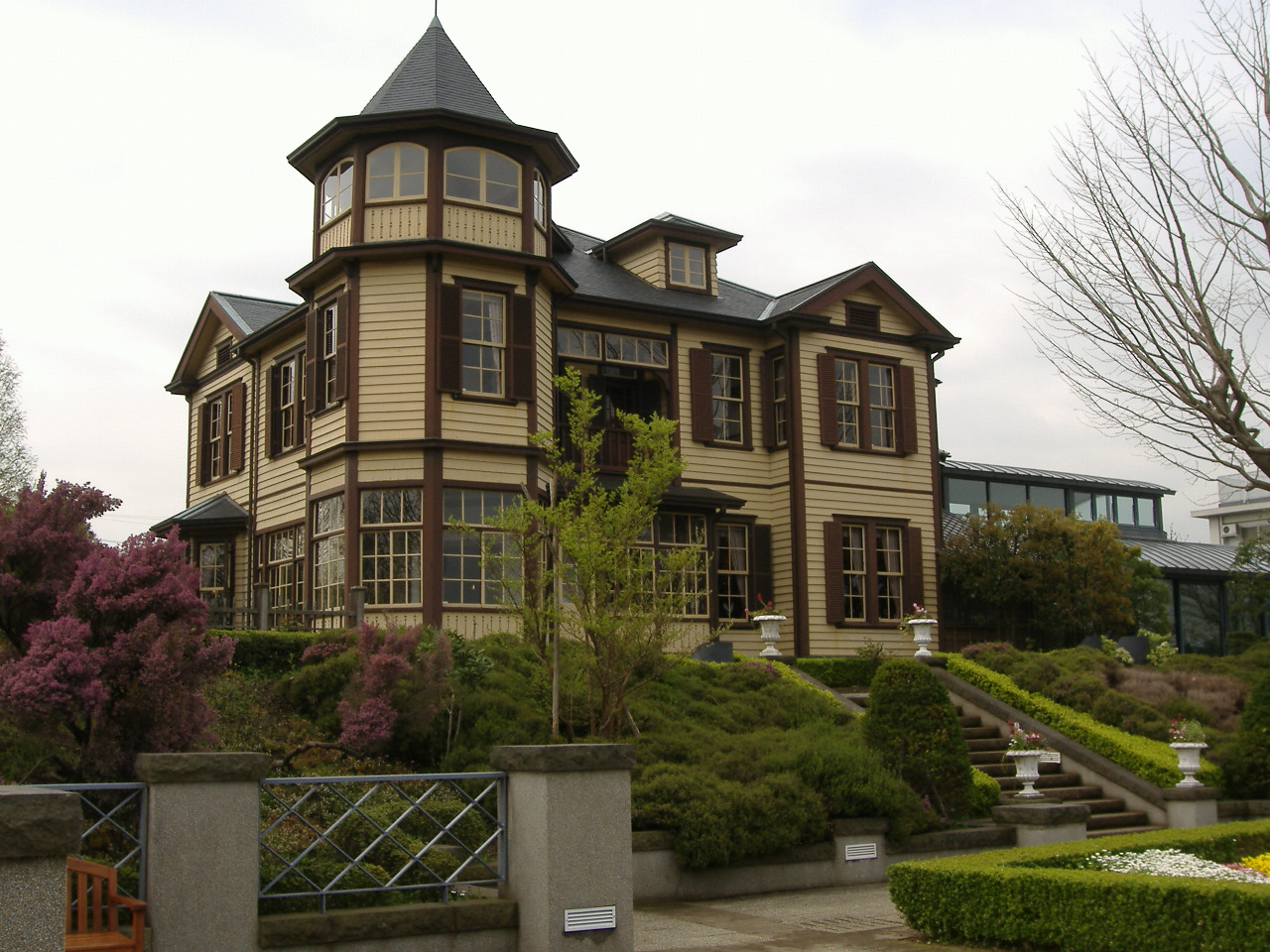
Дом дипломата

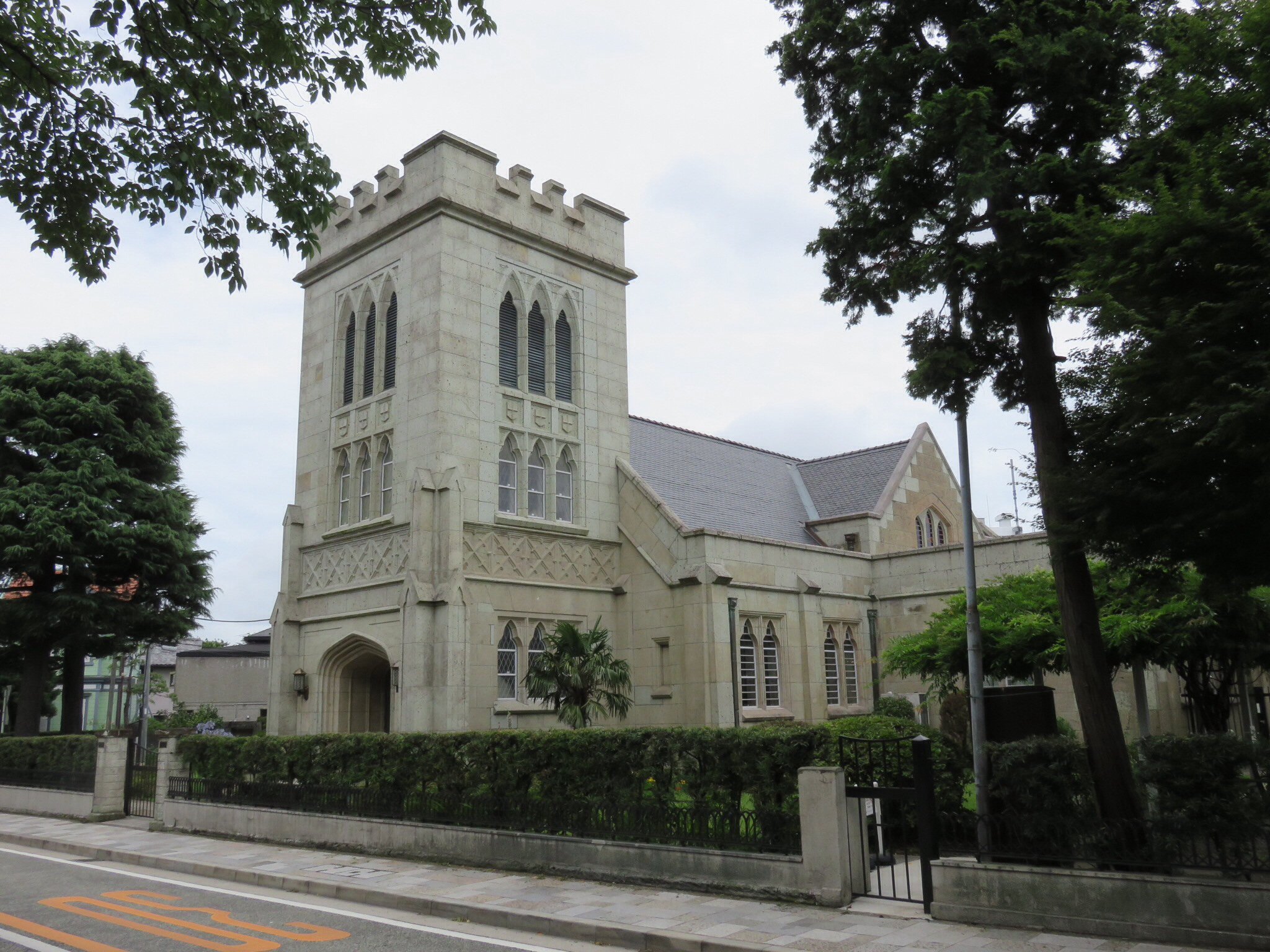
Англиканская церковь Христа

После основания международного поселения на холме Яматэ возник целый «городок» в европейском стиле. Помимо жилых домов, здесь были церкви, общественные здания и даже кладбище. Большая часть «европейской» застройки была уничтожена Великом землетрясением Канто 1923 года. Сейчас на Яматэ сохранилось несколько домов в европейском стиле постройки начала XX века. Кроме того, несколько исторических домов «в европейском стиле» было перенесено на Яматэ из других мест Японии.
Сейчас восемь домов в европейском стиле с историческими интерьерами открыты для свободного посещения:
- Утес № 111 (Bluff No. 111): построен в 1926 году архитектором Дж. Х. Моррисом (J. H. Morris) для американца Дж. Э. Лаффина (J. E. Laffin)
- Британский дом (British House Yokohama): здание бывшего Генерального Консульства Великобритании. Построено в 1937 году
- Утес № 234 (Bluff No. 234): дом для иностранцев на четыре квартиры, построен в 1927 году японским архитектором Китидзо Асакой (яп. 朝 香吉蔵)
- Резиденция Эризманна (Ehrismann Residence), частный дом швейцарского торговца Фрица Эрисманна (Fritz Ehrismann). Был построен в 1926 году по проекту работавшего в Японии чешского архитектора Антонина Раймонда. Здание было перенесено на нынешнее место и отреставрировано в 1990 году.
- Зал Беррика (Berrick Hall), частный дом британского торговца Б. Р. Беррика. Был построен в 1930 году Джеем Морганом, американским архитектором, работавшим в Японии
- Дом дипломата (The Home of a Diplomat), дом японского эпохи мэйдзи Садацути Утида (яп. 内田 定槌). Был построен жившим и работавшим в Японии американским архитектором Джеймсом Гардинером. Первоначально стоял в токийском районе Сибуя, был перенесен на нынешнее место в 1997 году
- Утес № 18 (Bluff No. 18): жилой дом для иностранцев, построенный в конце периода Тайсё после Великого землетрясения Канто. До 1991 года использовался как приходской дом католической церкви Яматэ. Был перенесен на нынешнее место в 1993 году
- Бывший Утес № 68 (Former Bluff No. 68): дом для иностранцев, построенный после Великого землетрясения Канто. Был перенесен на нынешнее место в парке Яматэ в 1986 году. Используется, как помещение теннисного клуба и администрация парка

Помимо этих исторических домов, в Яматэ расположено несколько небольших музеев. Посвященный истории международного поселения Музей Яматэ (яп. 山手資料館) расположен в доме 1909 года постройки, самом старом сохранившемся доме Яматэ и единственном доме, пережившем Великое землетрясение Канто. Музей тенниса Яматэ-Йокогамы (яп. テニス発祥記念館) расположен в парке Яматэ, где в 1876 году был сыгран первый теннисный матч в истории Японии. Музей Ивасаки (яп. 岩崎博物館) посвящен истории моды (костюма), косметики, мебели и декоративно-прикладного искусства. Музей Осараги Дзиро (яп. 大佛次郎記念館) посвящен жизни этого популярного писателя-автора исторических романов, уроженца Иокогамы.
В Яматэ сохранилось два христианских храма. Римско-католический Собор Святейшего Сердца Иисуса был основан в 1906 году. Он был разрушен Великим землетрясением Канто и заново отстроен по проекту жившего и работавшего в Японии чешского архитектора Яна Йосефа Швагра (чеш. Jan Josef Švagr) в 1933 году. Англиканская Церковь Христа была основана 1862 году, и впоследствии несколько раз разрушалась и отстраивалась заново, в последний раз — в 1931 году после Великого землетрясения Канто архитектором Джеем Морганом. Кроме того, в Яматэ расположено кладбище иностранцев.
Также Яматэ знаменит своими парками. На территории района находятся парки Яматэ, Мотомати и парк «Вид на гавань» (Harbor View Park), в котором расположен розарий.

## Яматэ в популярной культуре
- Яматэ послужил прообразом холма Кокурико из аниме «Со склонов Кокурико»[14].

- В данном районе Йокогамы разворачиваются события второго тома романа Бориса Акунина «Алмазная колесница» о приключениях Эраста Фандорина в Японии.